# Space Panic
Space Panic è un videogioco arcade pubblicato nel 1980 da Universal Entertainment. È stato il primo videogioco a piattaforme strutturato in piani collegati da scale, un modello poi riproposto da molti videogiochi, come Donkey Kong. È stato anche definito "il nonno di tutti i platform".
Ci furono conversioni ufficiali di Space Panic per ColecoVision, pubblicata da Coleco nel 1982, e per PV-1000, pubblicata da Casio nel 1983, uno dei pochi giochi usciti per quella console.

## Modalità di gioco
Il giocatore controlla un uomo spaziale in grado di camminare orizzontalmente su piattaforme di mattoni e salire/scendere tramite scale a pioli. Ogni livello brulica di mostri spaziali, che si muovono in modo casuale sugli stessi percorsi, e che sconfiggono il giocatore se lo toccano. Scopo del gioco è eliminare tutti i mostri prima che scada il tempo, passando così al livello successivo. Il tempo è rappresentato come una riserva di ossigeno in continua diminuzione, che quando sta per terminare ha anche l'effetto di rallentare il personaggio.
L'unica arma del giocatore è una pala, con la quale può scavare o richiudere in pochi secondi delle buche attraverso i pavimenti. Se un mostro cade in un buco rimane temporaneamente intrappolato, e si ha l'opportunità di tornare a richiudere il buco, facendo precipitare il mostro al piano di sotto e uccidendolo. Il buco si richiude anche se il mostro riesce a liberarsi prima. L'uomo spaziale può usare le buche anche per gettarsi al piano sottostante (per quanto cada dall'alto, rimane illeso). Un altro modo per uccidere un mostro è fargliene cadere in testa un altro; in questo caso muoiono entrambi, di qualunque tipo siano.
Nei primi livelli i mostri sono tutti uguali e aumentano solo in numero, ma più avanti compaiono altri due tipi di mostri, che devono cadere da un'altezza più elevata per essere uccisi, rispettivamente 2 e 3 piani. Dal secondo livello in poi anche i mostri che riescono a liberarsi da soli da una buca si trasformano nel successivo tipo di mostro più difficile. Per ucciderli occorre scavare delle buche esattamente allineate una sopra l'altra, altrimenti restano illesi nella caduta.
Space Panic per ColecoVision, in più rispetto alla versione arcade, permette di selezionare tra 4 livelli di difficoltà.

## Eredità
Nelle sale giochi Space Panic ebbe scarso successo, probabilmente per l'eccessiva difficoltà, ma ispirò numerose conversioni per piattaforme domestiche, quasi tutte cloni non ufficiali con titoli differenti, la prima delle quali è Apple Panic (1981).
I giochi ispirati a Space Panic, che spesso hanno la parola "panic" (panico) nel titolo, vengono a volte considerati un vero e proprio sottogenere, e chiamati collettivamente il filone dei giochi Panic.
Si contano almeno 9 giochi simili solo per ZX Spectrum, i più riusciti Sam Spade (Silversoft), Digger Dan (Ocean), Pandemonia (CRL), Panic (Mikro-Gen), Sheer Panic (Visions).
Almeno quattro le versioni per Commodore 64: Panic 64 (1983, Interceptor Software), Panic Planet (1984, Alligata Software), Hektik (1984, Mastertronic), Happy Hacker (1987, rivista Input 64, con un'insolita modalità a due giocatori in simultanea).
Nel 2021 Karmic ha pubblicato una conversione fedele non ufficiale della versione ColecoVision per Commodore 64.